# Erythrolampus viridis
A cobra-verde (Liophis viridis ou Erythrolampus viridis) é uma espécie brasileira de serpente da família dos colubrídeos.